# Buzási János (levéltáros)
Buzási János (Gemzse, 1932. november 12. – Budapest, 2012. december 2.) magyar levéltáros.

## Életpályája
1952–1955 között a Lenin Intézet, majd 1956–1958 között az Eötvös Loránd Tudományegyetem Bölcsészettudományi Karán hallgatója volt. 1958-tól a Magyar Országos Levéltár munkatársa lett. 1967–1973 között Bécsben dolgozott levéltárosként. 1973-ban visszatért a Magyar Országos Levéltárba. 1978–1999 között a Magyar Országos Levéltár főigazgató-helyettese, 1990–1992 között megbízott igazgatója volt.

## Művei
- A királyi jogügyigazgatóság (Budapest, 1967)
- Úrbéres birtokviszonyok Magyarországon Mária Terézia korában (társszerző: Felhő Ibolya, Budapest, 1970)
- Haus-, Hof- und Staatsarchiv – Ungarische Akten (Budapest, 1977)
- A birodalmi levéltárak magyar vonatkozású iratai (Budapest, 1979)

## Díjai
- Szabó Ervin-emlékérem (1983)
- Pro Archivo Regni-díj (1997)